# مؤشر داو جونز للاستدامة
مؤشرات داو جونز للاستدامة (بالإنجليزية: Dow Jones Sustainability Indices، اختصارًا DJSI) التي تم إطلاقها في عام 1999 م، هي مجموعة من المؤشرات العالمية الأولى التي تراقب الشركات الرائدة في الأداء المالي مع التركيز على الاستدامة في القدرات الاقتصادية والاجتماعية والبيئية. ويؤكد المؤشر على أداء الشركات على المدى الطويل وإيجابية المخاطر والعائدات. ويتم التدقيق في المؤشر باستخدام إطار خاص من مجلس معايير التدقيق والتأمين الدولي. وهي أطول معايير الاستدامة العالمية على مستوى العالم وأصبحت النقطة المرجعية الرئيسية في الاستثمار المستدام للمستثمرين والشركات على حد سواء.

## روابط خارجية
- الموقع الرسمي
- RobecoSAM: عائلة مؤشر DJSI
- المعهد الدولي للبيئة والتنمية : ملف مؤشرات الاستدامة لمؤشر داو جونز حول قاعدة بيانات آليات إدارة السوق